# لئون نایت
لئون نایت (انگلیسی: Leon Knight؛ زادهٔ ۱۶ سپتامبر ۱۹۸۲) بازیکن فوتبال اهل بریتانیا است.
از باشگاه‌هایی که در آن بازی کرده است می‌توان به باشگاه فوتبال هادرزفیلد تاون، باشگاه فوتبال شفیلد ونزدی، باشگاه فوتبال همیلتون آکادمیکال، باشگاه فوتبال وایکام واندررز، باشگاه فوتبال کویین آف ساوت، باشگاه فوتبال سوانزی سیتی، باشگاه فوتبال کویینز پارک رنجرز، باشگاه فوتبال چلسی، باشگاه فوتبال گلنتوران، باشگاه فوتبال میلتون کینز دونز، باشگاه فوتبال بارنزلی، و باشگاه فوتبال برایتون اند هوو آلبیون اشاره کرد.
وی همچنین در تیم‌های ملی فوتبال زیر ۱۸ سال انگلستان، زیر ۱۹ سال انگلستان، و زیر ۲۰ سال انگلستان بازی کرده است.